# Тренто
Тре́нто (от итал. Trento [ˈtrento]), или Трент (от нем. Trient [tʁiˈɛnt]; цимбр. Tria, мокен. Trea’t; ладинск. Trènt), Тридент (от лат. Tridentum) — город на севере Италии. Столица области Трентино-Альто-Адидже и административный центр одноимённой провинции Тренто.
Население коммуны, на 01.01.2024 года, составляет 118 504 человека, плотность населения ─ 752,21 чел./км². Коммуна занимает площадь 157,54 км².

## География
Тренто расположен в верховьях реки Адидже у подножья Альп. Город лежит в широкой ледниковой долине. На территории Тренто в Адидже впадают два её притока — Ферсина и Авизио. Вокруг города поднимаются достаточно высокие горы, представляющие юго-восточные отроги Альпийской горной цепи, в том числе Виголана (2150 м), Монте Бондоне (2181 м), Паганелла (2124 м). Недалеко от Тренто находится несколько крупных озёр, включая озера Гарда, Кальдонаццо, Левико и Тоблино.

## История
Вопрос возникновения городского поселения на месте современного Тренто до сих пор вызывает споры. Некоторые историки полагают, что основателями города были альпийские племена реты, чью родословную возводят то к этрускам, то к кельтам, то к кимврам. Согласно другой версии город был основан галлами около IV века до н. э..
В конце I века до н. э. Тренто был завоёван древними римлянами. Своё поселение на территории Тренто римляне назвали Тридент, поскольку город окружали три холма Досс-Трент, Сант-Агата и Сан-Россо. Позднее, в период средних веков, на стенах зала собраний городской ратуши были выбиты следующие слова: Montes argentum mihi dant nomenque Tridentum (с лат. — «Горы дают мне серебро и имя Тренто»), приписываемые Фра Бартоломео да Тренто (ум. 1251).
После падения Римской империи Тренто неоднократно менял государственную принадлежность: город входил в состав королевств остготов, лангобардов, франкской империи Каролингов. С 961 года Тренто был включён в состав Священной Римской империи. 
В 1027 году император Конрад II основал епископство Трент, которому даровал обширные земельные владения в Южном Тироле и статус владетельного княжества. С течением времени, однако, влияние епископства падало, уступая место светским феодалам региона, сначала герцогам Меранским, а с XIII века — графам Тироля. Одновременно начался подъём производства во владениях епископов: началась промышленная разработка месторождений серебра в области Монте-Калисио. Князь-епископ Трента Федерико Ванга даже издал первый в альпийском регионе кодекс горнодобычи.
В 1475 году в Тренто произошло таинственное исчезновение трёхлетнего мальчика по имени Симон, вину за которое возложили на местную еврейскую общину, что привело к крупным репрессиям против евреев. Симон даже был причислен к лику святых. Лишь в XX веке католическая церковь признала обвинение еврейской общины безосновательным и отменила поклонение Симону Трентскому.
В XVI веке Тренто стал местом проведения знаменитого Тридентского собора (1545—1563), открывшего период Контрреформации в Европе и утвердившего ряд важнейших католических догматов. Значительную роль в работе собора играл князь-епископ Трента Кристофоро Мадруццо (1539—1567). К этому времени само епископство попало под протекторат австрийских Габсбургов, которые фактически подчинили себе административный аппарат епископства. Тем не менее Тренто сохраняло формальную независимость до Наполеоновских войн. В состав княжества входили достаточно обширные территории в Южном Тироле, по обоим берегам реки Адидже.

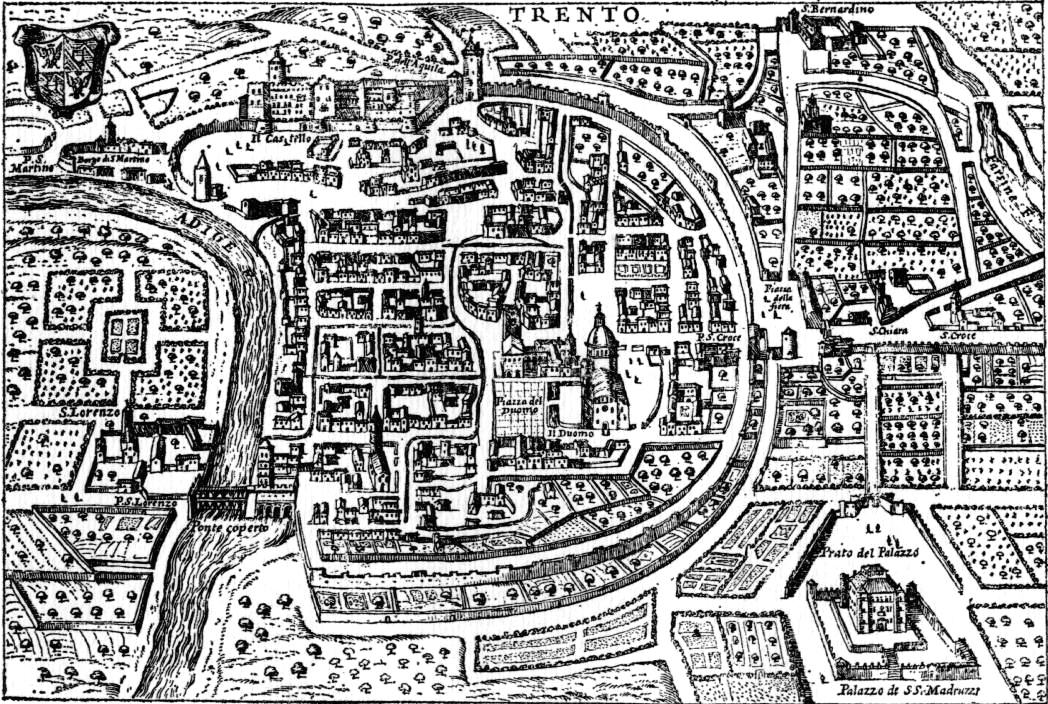
Карта Тренто XVIII века

В 1797 году и позднее, в 1801 году, город был оккупирован французскими войсками. Регенсбургский рейхстаг (1803) Священной Римской империи принял решение о секуляризации всех церковных владений на территории Германии. Светская власть епископа была ликвидирована, его территория присоединена к Австрии. Епископ сохранил лишь священнические полномочия на землях Трентского диоцеза, в который входил крайний юг Тироля. 
В 1805—1814 годах Тренто входил в состав Баварии, а в 1814 году по решению Венского конгресса был возвращён Австрийской империи, войдя в состав коронной земли Тироль.
В XIX веке экономика и система управления Тренто были значительно модернизированы, в 1859 году город связала с остальными частями империи первая железная дорога. После объединения Италии в Тренто, Триесте и других городах Австрийской империи с итальянским населением началось сильное иррендентистское движение с целью воссоединения с Италией. В 1908 году в Тренто в качестве журналиста работал Бенито Муссолини.

С началом Первой мировой войны иррендентское движение достигло пика своего развития. Итальянские националисты Южного Тироля отказывались служить в австрийской армии и переходили на сторону Италии. Огромный резонанс получила казнь в замке Буонконсильо Дамиано Кьезы и Чезаре Баттисти, двух трентских ирредентистов, примкнувших к итальянской армии и схваченных австрийцами. Во время войны земли Южного Тироля и долина Адидже стали главным театром военных действий между Италией и Австрией, что нанесло значительный урон экономике Тренто. После окончания войны Тренто и весь Южный Тироль до главного альпийского горного гребня были переданы Италии. 

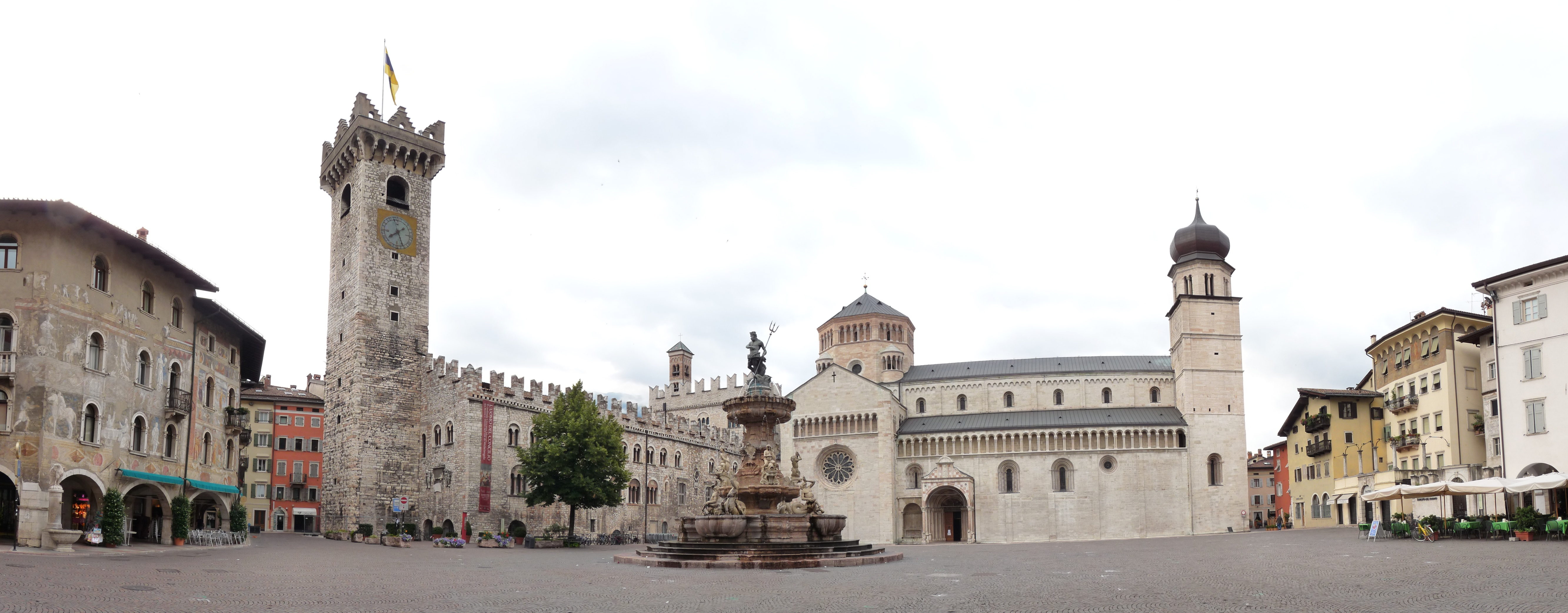
Панорама Соборной площади

После капитуляции Муссолини в ходе Второй мировой войны (1943), германские войска вторглись в северную Италию. Тренто и Южный Тироль были аннексированы Германией и вошли в состав Третьего рейха. Местное немецкое меньшинство, враждебно настроенное по отношению к итальянцам, попыталось воспользоваться этим для сведения счётов, однако их остановили нацисты, всё ещё считавшие Муссолини своим союзником и главой Республики Сало. 
С ноября 1944 по апрель 1945 года Тренто сильно пострадал от бомбардировок авиации союзников, стремившихся разрушить коммуникации нацистских армий, связывавшие Италию с Германией. По современным оценкам на территорию от Вероны до Бреннерского перевала было сброшено более 10000 тонн бомб. Были разрушены некоторые здания в самом Тренто, пострадала и церковь Санта-Мария Маджоре. Однако большинство старинных зданий города сохранилось.
Начиная с 1950-х годов Тренто и окружающая его область вошли в период экономического и культурного подъёма, чему значительно способствовало предоставление региону Трентино-Альто-Адидже широкой автономии.
В 1962 году был основан Трентский университет.

## Экономика
Основные отрасли экономики Тренто: туризм, торговля, сфера услуг, интенсивное сельское хозяйство и пищевая промышленность (в том числе виноделие и обработка фруктов). Здесь также развиты наукоёмкие отрасли промышленности, тогда как обрабатывающие производства переживают спад. Большое значение имеет транспорт и логистика, поскольку город находится на важном пути из Германии в Италию. В окрестностях Тренто до сих пор добывают розовый и белый порфир, который широко используется в местном зодчестве.

## Население
| Год  | Численность | Численность |
| ---- | ----------- | ----------- |
| 1986 | 100 000     | [ 2 ]       |
| 1997 | 104 000     | [ 3 ]       |
| 2015 | 117 317     |             |
| 2016 | 117 185     | [ 4 ]       |
| 2017 | 117 417     | [ 5 ]       |
| 2018 | 117 997     | [ 6 ]       |
| 2023 | 118 046     | [ 7 ]       |

## Культура
Ежегодно в Тренто проводится Международный конкурс дирижёров им. Антонио Педротти. Известный итальянский композитор Педротти (1901—1975) был постоянным дирижёром местного «Гайдн-оркестра» со дня его основания в 1960 году.
Покровителем коммуны почитается святой Вигилий из Тренто, празднование 26 июня.

## Достопримечательности
В архитектуре Тренто тесно переплелись традиции итальянского ренессанса и немецкой готики. Исторический центр города довольно небольшой по размерам. Большинство памятников архитектуры отреставрировано, причём для зданий эпохи Возрождения были восстановлены их оригинальные пастельные цвета и деревянные балконы. На площади Пьяцца Фиера сохранились фрагменты старинной городской стены и круглая крепостная башня. В средние века городская стена опоясывала весь город и прилегающий замок Буонконсильо.

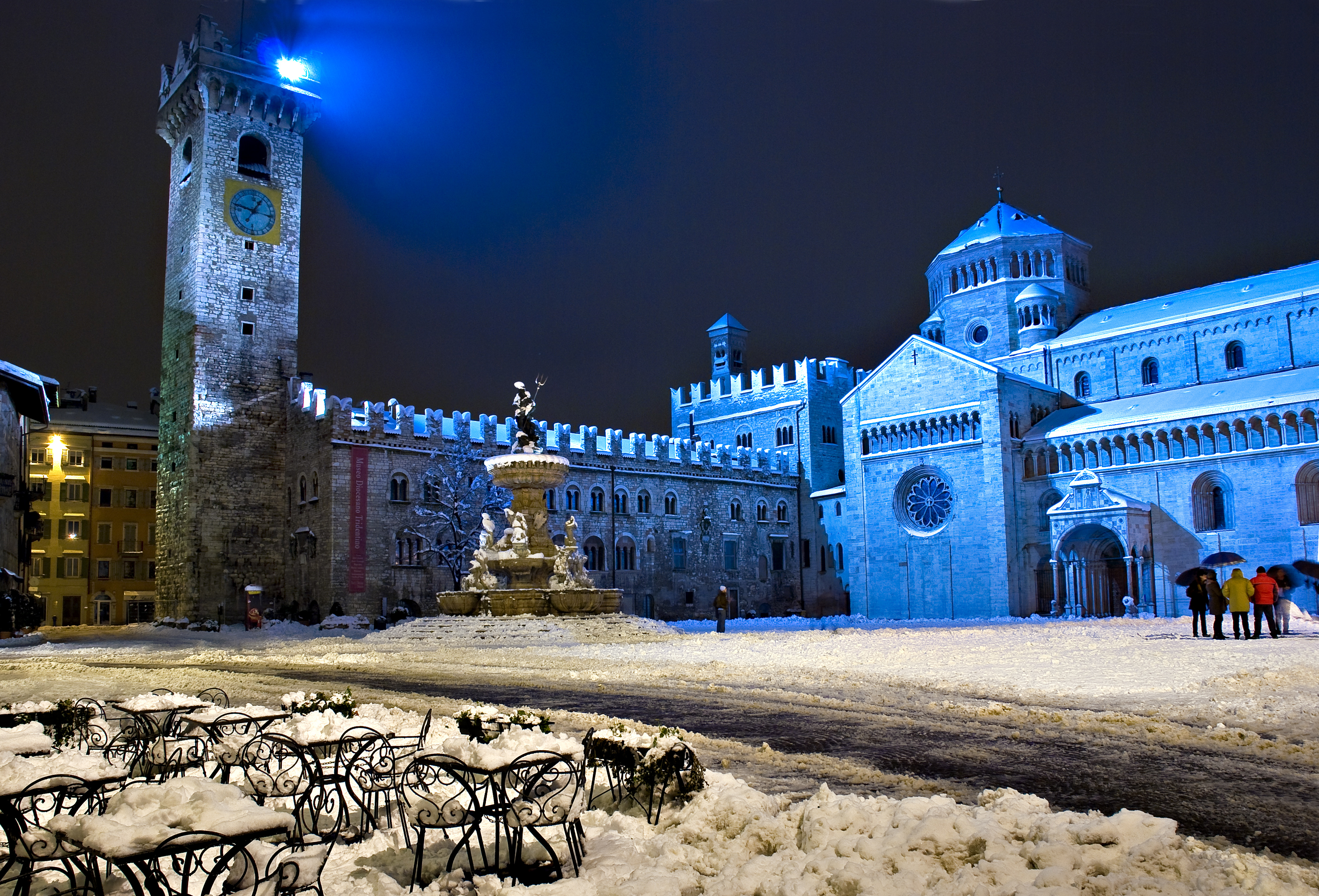
Снег на соборной площади

Основные памятники архитектуры Тренто:
- Кафедральный собор Святого Вигилия — романско-готический собор XII—XIII вв., построенный на месте древнеримской базилики;
- Соборная площадь — открытое пространство напротив собора Св. Виджилио с украшенными фресками зданиями в стиле эпохи Возрождения и классицистским фонтаном в виде Нептуна посередине;
- церковь Санта-Мария Маджоре (1520) — место проведения первых заседаний Тридентского собора (1562—1563);
- замок Буонконсильо— характерный памятник средневекового замкового зодчества с величественной Орлиной башней (итал. Torre dell'Aquila) и уникальными фресками XV века;
- Палаццо делле Альбере — усадьба в стиле ренессанса на берегу Адидже, в настоящее время музей современного искусства;
- Палаццо Преторио — дворец XII века на Соборной площади, музей церковной живописи барокко;
- остатки усадеб и дорог древнеримского города.
- Башня Ванга построенная в 1210 году.

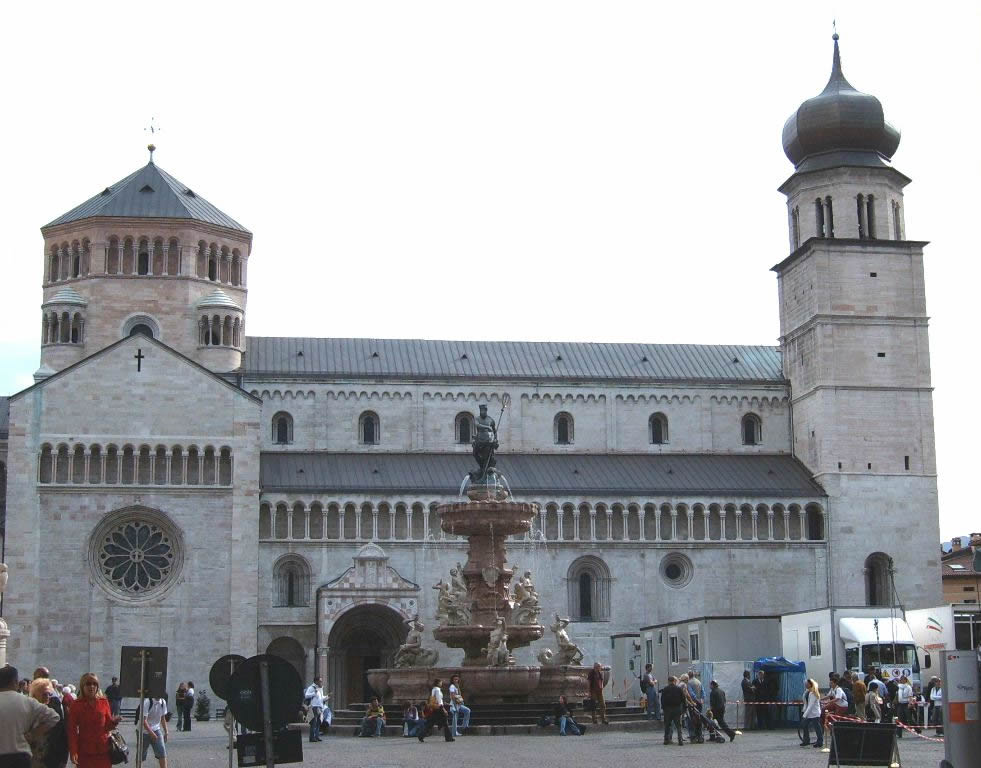
Трентский собор

Тренто также известно памятниками модернизма, в частности зданием железнодорожного вокзала, построенном по проекту архитектора Анджоло Маццони в 1934—1936 гг., которое считается одним из лучших среди итальянских вокзалов и в своей конструкции соединяет камень, стекло, бетон и металл. В 1930-е года в городе появились несколько произведений архитекторов итальянского неорационалистического течения в архитектуре (здание Гранд-отеля Дж. Лоренци, здание начальной школы имени Р. Санцо А. Либеры).

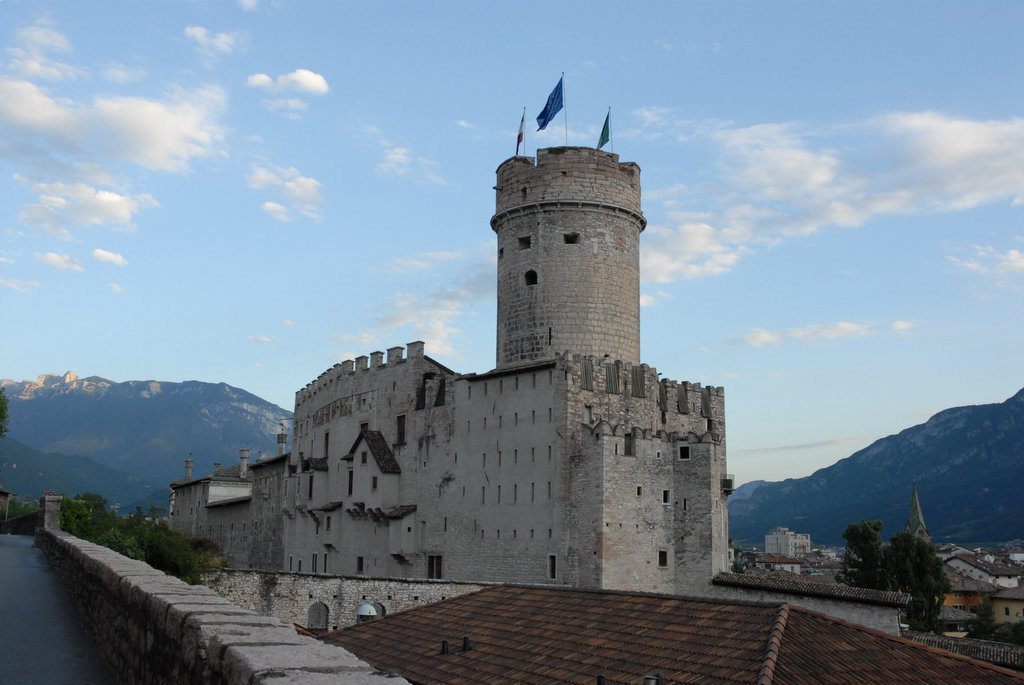
Замок Буонконсильо

Недалеко от Тренто, в городе Роверето, расположен музей современного искусства. В Тренто также проходит Горный Трентский кинофестиваль.
Окружающие Тренто горы — место активного летнего и зимнего туризма. На горе Монте-Бондоне находится Альпийский ботанический сад, заложенный ещё в 1938 году.

## Города-побратимы
Городами-побратимами Тренто являются:
- Ресистенсия, Аргентина (с 2002 г.)
- Кемптен, Германия (с 1987 г.)
- Прага, Чешская республика (с 1986 г.)
- Сан-Себастьян, Испания (с 1987 г.)
- Шарлоттенбург, Берлин, Германия (с 1966 г.)

## Известные люди

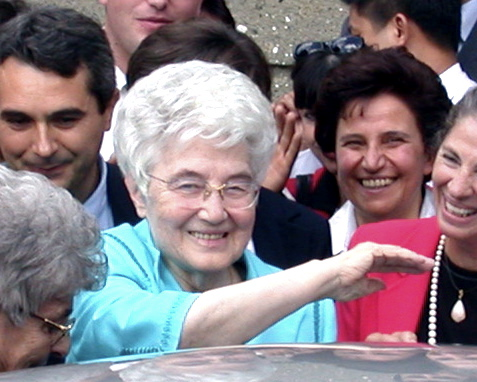
Кьяра Любич

Родились:
См. также: Категория:Родившиеся в Тренто
- Бертаньолли, Леонардо — один из сильнейших итальянских велогонщиков начала XXI века.
- Бортолотти, Мирко — итальянский автогонщик. Чемпион Итальянской формулы-3 2008 года. Сейчас выступает за команду Red Bull в формуле-2.
- Галлас, Матиас — фельдмаршал имперских войск, участник Тридцатилетней войны.
- Любич, Кьяра — основательница католического движения Фоколяры, известная деятельница экуменического движения.
- Поццо, Андреа дель — итальянский живописец и архитектор. Представитель барокко. Виртуозный мастер иллюзионистической росписи (фрески в церкви Сант-Иньяцио в Риме, 1685—1699 гг.). Автор трактата по теории перспективы.

Умерли:
См. также: Категория:Умершие в Тренто
- Де Гаспери, Альчиде — послевоенный премьер министр Италии, считается одним из отцов-основателей Евросоюза.
- Маттиоли, Пьетро Андреа — итальянский ботаник и врач, именем которого назван род цветковых растений Matthiola (Левкой)[8]